# Połdniewaja (okręg miejski Polewskiego)
Połdniewaja (ros. Полдневая) – wieś (sieło) w Rosji, w obwodzie swierdłowskim, w okręgu miejskim Polewskiego. W 2010 liczyła 1427 mieszkańców.